# Louis I xứ Anjou
Louis I, Công tước xứ Anjou (23 tháng 7 năm 1339 – 20 tháng 9 năm 1384) là con trai thứ hai của Jean II của Pháp và Jutta của Bohemia. Sinh ra tại Château de Vincennes, Louis là người đầu tiên thuộc chi nhánh Angevin của hoàng gia Pháp. Cha của ông đã bổ nhiệm ông là Bá tước xứ Anjou và Bá tước của Maine vào năm 1356, và sau đó nâng ông lên tước vị Công tước xứ Anjou vào năm 1360 và Công tước của Touraine vào năm 1370.
Năm 1382, với tư cách là con nuôi của Giovanna I của Napoli, Louis I thừa kế các Lãnh địa Bá tước Provence và Forcalquier. Ông cũng thừa kế từ Giovanna một yêu sách đối với các Vương quốc Napoli và Jerusalem. Ông là một cựu chiến binh trong cuộc Chiến tranh Trăm năm chống lại người Anh khi ông dẫn một đội quân vào Ý để đòi quyền thừa kế xứ Napoli của mình. Ông qua đời trong cuộc hành quân. Các tuyên bố và tước vị của ông rơi vào tay con trai cùng tên của ông, Louis II, người đã thành công trong việc cai trị Napoli trong một thời gian.

## Trong cuộc chiến tranh trăm năm
Louis đã có mặt trong trận Poitiers (1356), trong tiểu đoàn do anh trai ông là Dauphin Charles chỉ huy. Họ hầu như không chiến đấu và cả nhóm đã trốn thoát giữa cuộc đối đầu. Dù nhục nhã, chuyến đi của họ đã giúp họ tránh được quân Anh, phe đã thắng trận một cách quyết đoán. Vua Jean II và em trai của Louis là Philippe đã không may mắn như vậy và bị bắt bởi người Anh, dưới sự chỉ huy của Edward, Hoàng tử đen. Giá chuộc cho cha và em trai ông cùng các điều kiện hòa bình giữa Pháp và Anh đã được thỏa thuận trong Hiệp ước Brétigny, ký năm 1360. Trong số các điều khoản phức tạp của hiệp ước là một điều khoản xác định sự đầu hàng của 40 con tin để đảm bảo cho việc trả tiền chuộc của nhà vua. Louis, khi đã là Công tước xứ Anjou, nằm trong nhóm này và lên đường đến Anh vào tháng 10 năm 1360. Tuy nhiên, Pháp không có điều kiện kinh tế tốt và các khoản nợ tiếp tục bị trì hoãn. Kết quả là, Louis đã bị giam giữ ở Anh hơn nhiều so với dự kiến sáu tháng. Ông cố gắng thương lượng sự tự do của mình trong một cuộc thương lượng riêng với Edward III của Anh, và khi điều này không thành công, ông quyết định bỏ trốn. Khi trở về Pháp, ông đã vấp phải sự phản đối của cha mình vì hành vi không khôn ngoan của mình. Vua cha John II tự coi đây là nỗi ô nhục và điều này, kết hợp với thực tế là các khoản tiền chuộc theo thỏa thuận trong Hiệp ước Brétigny đang bị thiếu, khiến John phải trở lại bị giam cầm ở Anh để chuộc lại danh dự.
Từ năm 1380 đến năm 1382, Louis I làm nhiếp chính cho cháu trai của mình là Vua Charles VI của Pháp.

## Làm vua Naples
Năm 1382, Louis I rời Pháp vào năm sau đó để tuyên bố ngai vàng Naples sau cái chết của Nữ hoàng Joanna I. Bà đã nhận ông làm con nuôi để kế vị vì bà không có con và không muốn để lại quyền thừa kế cho bất kỳ người thân nào của mình – những người mà bà coi là kẻ thù. Ông cũng kế vị bà với tư cách là Bá tước xứ Provence và Forcalquier. Mặc dù đã đăng quang tại Avignon với tư cách là Vua của Naples bởi Giáo hoàng đối lập Clement VII, Louis bị buộc phải ở lại Pháp và quân của Joan đã bị Charles xứ Durazzo, người anh họ thứ hai và cũng là người thừa kế trước đó của bà đánh bại. Joanna bị giết trong nhà tù ở San Fele năm 1382. Louis, với sự hỗ trợ của Giáo hoàng đối lập, Pháp, Bernabò Visconti của Milan và Amadeus VI của Savoy, thêm việc sử dụng số tiền có được trong thời gian nhiếp chính, đã phát động một cuộc chiến để giành lại Vương quốc Naples từ tay Charles.
Cuộc hành quân dù có quân số lên đến khoảng 40.000 người nhưng lại không thành công. Charles, người đã thống kê các công ty lính đánh thuê dưới quyền John Hawkwood với tổng số khoảng 14.000 người, đã có thể chuyển hướng quân Pháp từ Naples đến các vùng khác của vương quốc và đàn áp họ bằng các chiến thuật du kích. Amadeus ngã bệnh và chết ở Molise vào ngày 1 tháng 3 năm 1383 và quân của ông ta từ bỏ chiến trường. Louis yêu cầu sự giúp đỡ từ cháu trai vua của mình ở Pháp, người đã gửi cho Charles VI một đội quân dưới quyền của Enguerrand xứ Coucy. Sau khi có thể chinh phục Arezzo và sau đó xâm lược Vương quốc Naples, nhưng giữa chừng thì được tin rằng Louis đột ngột qua đời tại Bisceglie vào ngày 20 tháng 9 năm 1384. Ngay sau đó Charles VI đã bán Arezzo cho Florence và trở về Pháp.

## Hôn nhân và hậu duệ
Vào ngày 9 tháng 7 năm 1360, ông kết hôn với Marie xứ Blois, Quý cô xứ Guise, con gái của Charles, Công tước xứ Brittany và Joanna xứ Dreux. Họ có những người con sau:
- Marie (1370 – sau 1383)
- Louis II xứ Anjou (1377 – 1417)[3]
- Charles (1380 – 1404, Angers), Hoàng tử Taranto, Bá tước Roucy, Étampes và Gien.